# Bangsaen Street Circuit
Der Bangsaen Street Circuit ist eine Motorsport-Rennstrecke in Bang Saen in der Provinz Chon Buri in Thailand. Der temporäre Stadtkurs ist seit 2007 Austragungsort des ein Mal jährlich stattfindenden Bangsean Grand Prix.

## Geschichte

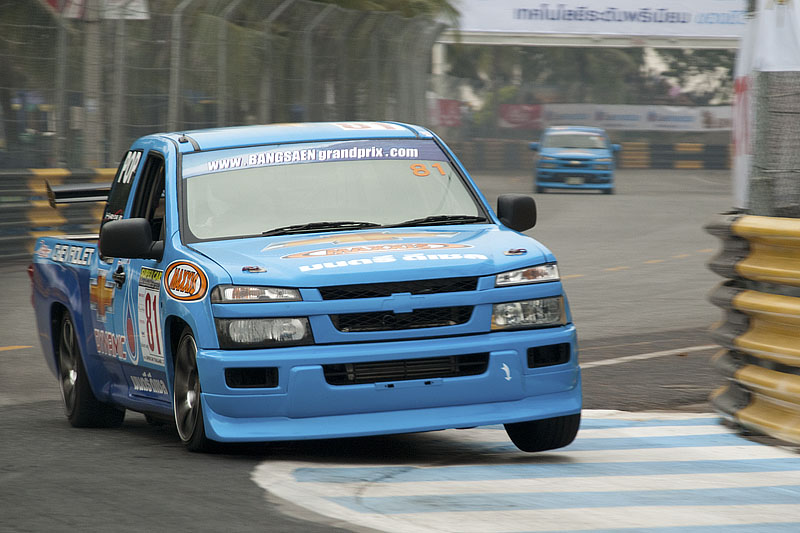
Super Pickup Truck beim Bangsean Speed Festival 2011

Das Rennen wurde erstmals 2007 von einem lokalen Veranstalter unter der Leitung des Lokalpolitikers und Porsche-Rennfahrers Sonthaya Khunpluem organisiert. 2009 wurde eine zusätzliche Schikane auf der Gegengerade eingebaut. 2014 wurden die Sicherheitseinrichtungen vom Streckendesigner Simon Gardini in Zusammenarbeit mit der britischen Firma Apex Circuit Design überarbeitet, um eine FIA Grade 3 Homologation zu erlangen.

## Veranstaltungen
Beim jährlich stattfindenden Bangsaen Speed Festival treten unter anderem die Thailand Super Series, die TCR Asia und TCR Thailand, der Porsche Carrera Cup Asia, die Thailändische Super Pickup Truck Serie und eine Auswahl anderer lokaler Tourenwagen-Kategorien an.